# 吕焕炎
吕焕炎（1890年—1930年6月15日），字光奎，男，广西陆川人，中华民国军事人物，曾任广西省政府主席。1930年在广州被暗杀身亡。